# 차티스트 운동

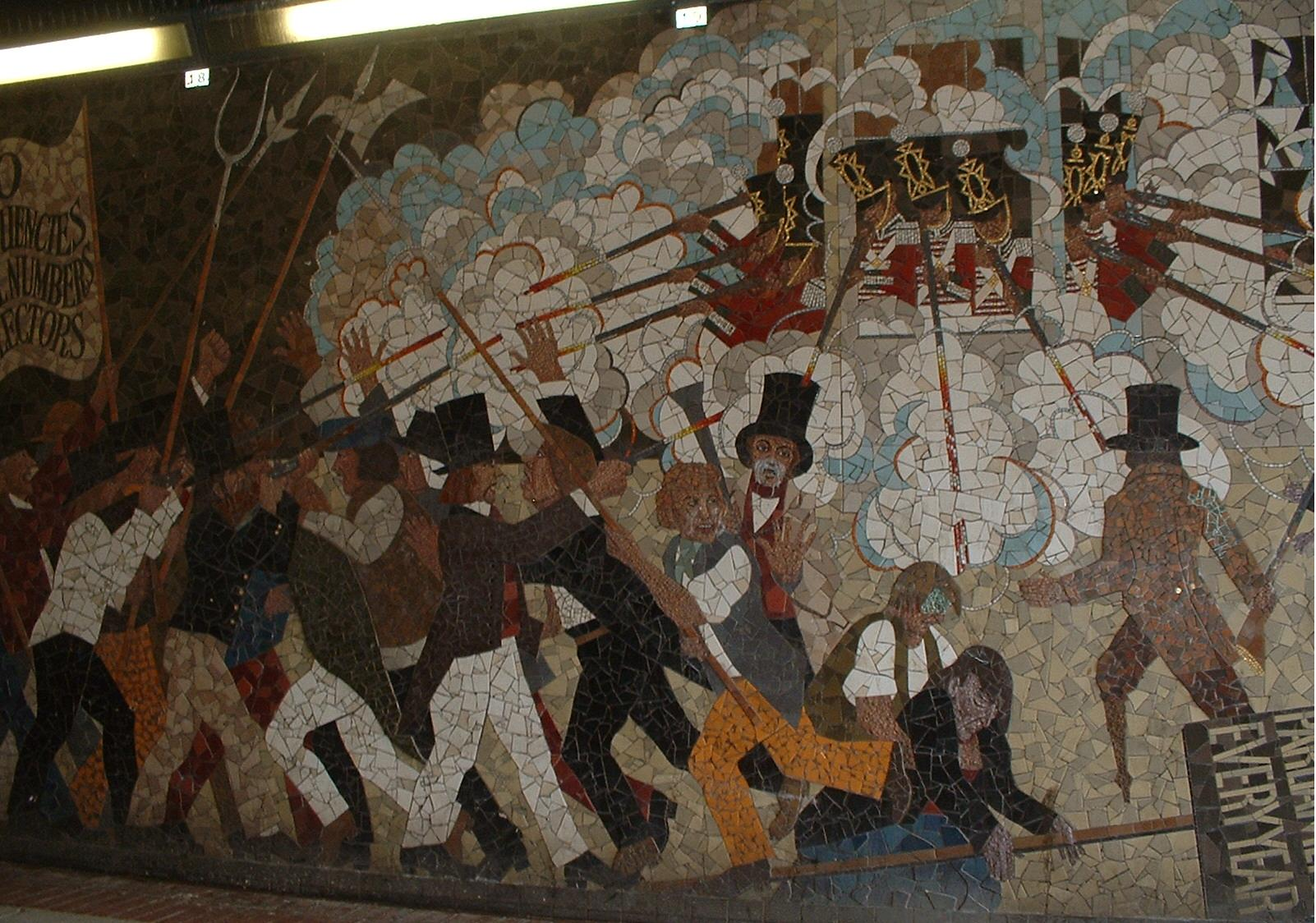

차티스트 운동(Chartist Movement) 또는 차티즘(Chartism)은 19세기 중엽(1838~1848) 영국에서 있었던 사회 운동이다.

## 설명
제1차 선거법 개정은 자본가 계급의 요구가 실현되는 것에 그쳤다. 개정의 실현에 힘이 된 것은 노동 대중이었으나, 그들의 요구는 자본가 계급의 배신으로 전혀 실현되지 않았다. 1839년 그들은 보통 선거·비밀 선거·선거구의 공평화, 매년의 의회 개선, 의원의 재산 자격 폐지, 의원 세비 지급 등 6개항의 인민헌장(People’s Charter)을 내걸고 광범위한 정치 운동을 전개했으며, 경제적 향상을 위한 수단으로서 의회의 개혁이 한층 더 필요하다고 보고 자본가가 권력을 장악하고  한 이 계급을 경제적으로 정복할 수 없다고 주장했다.
또한 1843년의 패배로 계속된 불화·분열 가운데 노동자 계급의 새로운 지도자들은 노동 전선을 통일하기위하여 직접적이고 간단한 것으로서, 보통 선거에 입각한 의회 민주주의의 요구를 필요로 하게 되었다. 1838년에서 1848년에 걸쳐 런던, 버밍엄을 중심으로 전국적인 운동이 전개되었고, 북부의 공업지대에서 선전전을 벌이는 방법으로 수백만의 서명을 얻어 의회에 청원하였다. 그러나 지도자간의 분열, 사상의 불일치, 탄압 때문에 그 최고조였던 2월 혁명을 고비로 하여 급격히 쇠퇴해지고 말았다.

## 같이 보기
- 1884년 선거법 개정
- 영국 공화주의 운동
- 영국의 정치

## 참고 자료
- 이 문서에는 다음커뮤니케이션(현 카카오)에서 GFDL 또는 CC-SA 라이선스로 배포한 글로벌 세계대백과사전의 내용을 기초로 작성된 글이 포함되어 있습니다.